# HNK Cibalia Vinkovci
El Hrvatski Nogometni Klub Cibalia o HNK Cibalia Vinkovci és un club de futbol croat de la ciutat de Vinkovci.

## Història
El club va ser fundat el 1919 com a HGŽK Cibalia Vinkovci, i el 1925 es fusionà amb RŠK Sloga. Durant la Segona Guerra Mundial va suspendre activitats. El 1945 els clubs Sloga i OFD Graničar es fusionaren en NK Dinamo Vinkovci. Jugà a la primera divisió iugoslava entre 1982 i 1987. El 1990 adoptà el nom Cibalia i fou un habitual a la primera divisió croata durant les dècades de 1990 i 2000. També fou finalista de copa el 1999.
El club manté major rivalitat amb NK Osijek.

## Palmarès
- Segona divisió iugoslava de futbol: 
  - 1981-82
- Tercera divisió iugoslava de futbol: 
  - 1974-75
- Segona divisió croata de futbol: 
  - 1997-98, 2004-05, 2015-16